# Фроч, Карл
Карл Фроч (англ. Carl Froch; 2 июля 1977, Ноттингем, Ноттингемшир, Великобритания) — британский боксёр-профессионал, выступавший во 2-й средней весовой категории. Бронзовый призёр чемпионата мира среди любителей 2001 года. Чемпион мира во втором среднем весе (по версии WBC, 2008—2010, 2010—2011, по версии IBF, 2012—2015, по версии WBA, 2013—2015).

## Именование боксёра
В России некоторые СМИ называют боксёра как Карл Фрох, по-видимому, прочитывая его фамилию, как если бы она была немецкого происхождения. Перед началом поединка британца с Албертом Рыбацки ринганнонсер Джимми Леннон представил его публике как Карл Фроч. Так же его называли и комментаторы Showtime.

## Любительская карьера
Боксом Фроч начал заниматься в родном Ноттингеме, в возрасте 9 лет.
Будучи любителем, дважды становился чемпионом Великобритании в 1999 и 2001 году. В 2001 году, на Чемпионате мира, занял третье место, проиграв в полуфинале российскому боксёру, Андрею Гоголеву.
Также в любительской карьере проиграл Денису Инкину.

## Профессиональная боксёрская карьера
Дебютировал в марте 2002 года.
28 ноября 2003 года в своём десятом поединке нокаутировал в 7-м раунде Алана Пейджа (8-0), и завоевал титул чемпиона Англии по версии BBBofC, во втором среднем весе.
В марте 2004 года завоевал титул британского содружества. В сентябре 2004 года нокаутировал в первом раунде соотечественника Дэнни Хьюга (23-3-1) и завоевал титул чемпиона Великобритании.
26 мая 2006 года нокаутировал в 11-м раунде соотечественника, Брайана Мэги (25-2).
23 августа 2007 года нанёс первое досрочное поражение стойкому российскому боксёру, Сергею Татевосяну.
В ноябре 2007 года Фроч победил техническим нокаутом в 5-м раунде Робина Рида.

### Бой с Албертом Рыбацки
В мае 2008 года состоялся бой двух непобеждённых боксёров — Карла Фроча и поляка Алберта Рыбацки. Изначально соперником британца должен был быть непобеждённый россиянин Денис Инкин, и статус поединка был отборочный бой за титул WBC во 2-м среднем весе. Однако Инкин получил травму. Ему нашли замену в лице колумбийца Алехандро Беррио. Беррио вскоре отказался от боя. Фрочу подыскали очередную замену в виде американца Рубина Уильямса. Вскоре у Уильямса обнаружились проблемы с выездом из США, и от боя он также отказался. Наконец, за два дня до боя нашли очередного соперника — непобеждённого поляка Алберта Рыбацки. Фроч доминировал в бою. В конце 4-го раунда он выбросил несколько серий хуков и апперкотов в голову противника. После последнего прицельного удара — левого хука — ноги Рыбацки подкосились. В этот момент рефери вмешался и прекратил поединок. Поляк не спорил.

### Бой с Жаном Паскалем
6 декабря 2008 года в Ноттингеме состоялся бой за вакантный пояс чемпиона во 2-м среднем весе по версии WBC между канадцем Жаном Паскалем и местным боксером Карлом Фрочем. Победу одержал англичанин единогласным решением судей в 12-раундовом бою.

### Участие в турнире Super Six
В 2009 году принял участие в турнире сильнейших боксёров второго среднего веса, Super Six World Boxing Classic, организованным телеканалом, Showtime.

#### Бой с Джерменом Тейлором
25 апреля состоялся бой между Джерменом Тейлором и Карлом Фрочем за звание чемпиона мира по версии WBC во втором среднем весе. Используя преимущество в скорости и мастерстве Тейлор контролировал начало боя. В третьем раунде Тейлор достал Фроча хуком справа и отправил британца в первый в его карьере нокдаун. Тейлор доминировал первые 9 раундов. Ближе к концу боя Фроч смог совершить «камбэк» и оставить за собой 10-й и 11-й раунды. В 12-м раунде британец провел хук справа и отправил Тейлора на канвас. Тот поднялся, Фроч сразу же зажал американца у канатов и успел всадить несколько ударов до того как рефери решил остановить бой. Фрочу была присуждена победа техническим нокаутом. Перед последним раундом 2 судьи отдавали победу Тейлору со счетом 106—102 и один судья с таким же счетом Фрочу.

#### Бой с Андре Дирреллом
17 октября 2009 года, в дебютном бою турнира, Фроч раздельным решением переиграл непобеждённого американского боксёра, Андре Диррелла (18-0). Фроч был более активным и наносил больше ударов. Американец мастерски уклонялся. но общая активность привела Фроча к победе.

#### Бой с Миккелем Кесслером
В апреле 2010 года, британец близким решением потерпел первое поражение, проиграв датчанину, Миккелю Кесслеру (42-2). поединок был очень плотным, и оба боксёра выбросили большое количество ударов. Кесслер был активнее. Позже Кесслер отказался от продолжения участия в турнире, и был лишён титула WBC.

#### Бой с Артуром Абрахамом
27 ноября 2010 года победил известного немецкого боксёра, Артура Абрахама, и завоевал вакантный титул WBC во втором среднем весе. Немец действовал вторым номером, причем был чрезмерно пассивен. Фроч ,хотя и безоговорочно выиграл почти все раунды, так и не сумел проломить железную защиту физически мощного Абрахама,и в итоге победил лишь по очкам.

#### Бой с Гленом Джонсоном
Первую защиту титула провёл с ямайским боксёром, Гленом Джонсоном. Фроч победил в близком бою решением большинства судей.

#### Бой с Андре Уордом
17 декабря 2011 года, в финальном бою турнира Super Six World Boxing Classic, вышел с непобеждённым американцем, Андре Уордом. На кону стояли титулы WBC, WBA super и The Ring. Уорд победил по очкам, и нанёс Фрочу второе поражение в карьере.

### Бой с Лучианом Буте
26 мая 2012 года, Фроч вышел на ринг с непобеждённым румынским боксёром, чемпионом по версии IBF, Лучианом Буте (30-0). Буте был единственным топ-боксёром, который не смог принять участие в турнире Super Six World Boxing Classic, так как имел контракт с телеканалом HBO. В десятой защите титула, румын проиграл нокаутом в 5-м раунде. Фроч снова стал чемпионом мира.
17 ноября 2012 года, в первой защите нового чемпионского титула, нокаутировал в третьем раунде бывшего полутяжеловеса, американца, Юсефа Мэка.

### Реванш с Миккелем Кесслером
25 мая 2013 года в Лондоне, Карл Фроч встретился в реванше с бывшим соперником, Миккелем Кесслером, которому проигрывал ранее. Бой носил статус объединительного. Фроч владел титулом IBF, а Кесслер титулом WBA. Бой выдался очень зрелищным и конкурентным. Во второй половине боя Фроч нарастил темп и уверенно взял финальные раунды. Общий счёт судейских записок вышел 116—112, 115—113 и 118—110, все в пользу Фроча. Карл взял реванш и объединил титулы.

### Бои с Джорджем Грувсом
23 ноября 2013 года Фроч встретился с обязательным претендентом по версии IBF, Джорджем Грувсом. Неожиданно для всех. в конце первого раунда, Грувс послал Фроча в нокдаун. Последующие раунды проходили с переменным успехом, в которых претендент был предпочтительней. В первой половине девятого раунда после затяжной атаки Фроча, судья прекратил поединок, зафиксировав победу действующего чемпиона. Зал остро принял решение. Грувс возмутился преждевременной остановкой и потребовал реванш.
31 мая 2014 года на стадионе Уэмбли при полном аншлаге, состоялась вторая встреча Фроча с Грувсом. Как и в первом бою Грувс был очень активен и выбрасывал больше ударов. Счёт был примерно равным, но со второй половины боя Карл начал действовать более акцентировано, и в конце восьмого раунда поймал Грувса мощным правым ударом в челюсть. Грувс рухнул на канвас. Фроч победил нокаутом и уверенно взял второй бой.
В июле 2015 года объявил о завершении спортивной карьеры.

## Результаты боёв
В таблице перечислены результаты всех поединков боксёров.
В каждой строке указан результат поединка. Дополнительно номер поединка обозначен цветом, который обозначает итог поединка. Расшифровка обозначений и цветов представлена в нижеследующей таблице.
| Пример | Расшифровка                     |
| ------ | ------------------------------- |
|        | Победа                          |
|        | Ничья                           |
|        | Поражение                       |
|        | Планируемый поединок            |
|        | Поединок признан несостоявшимся |
| КО     | Нокаут                          |
| ТКО    | Технический нокаут              |
| PTS    | Решение судей (по очкам)        |
| UD     | Единогласное решение судей      |
| MD     | Решение большинства судей       |
| SD     | Раздельное решение судей        |
| RTD    | Отказ от продолжения боя        |
| DQ     | Дисквалификация                 |
| NC     | Поединок признан несостоявшимся |

| Бой | Рекорд   | Дата            | Соперник                | Место боя                 | Результат         | Дополнительно |
| --- | -------- | --------------- | ----------------------- | ------------------------- | ----------------- | --- |
| 35  | 33(24)-2 | 31 мая 2014     | Джордж Гроувс (19-1)    | Лондон, Великобритания    | KO 8 (12), 2:43   | Защитил титулы чемпиона мира по версиям WBA и IBF во втором среднем весе. |
| 34  | 32(23)-2 | 23 ноября 2013  | Джордж Гроувс (19-0)    | Манчестер, Великобритания | TKO 9 (12), 1:32  | Защитил титулы чемпиона мира по версиям WBA и IBF во втором среднем весе. Фроч в нокдауне в 1 раунде.                                                                                            |
| 33  | 31(22)-2 | 25 мая 2013     | Миккель Кесслер (45-2)  | Лондон, Великобритания    | UD (12)           | 116-112, 115—113, 118—110. Выиграл титул WBA, защитил титул IBF во втором среднем весе. |
| 32  | 30(22)-2 | 17 ноября 2012  | Юсеф Мэк (31-4-2)       | Ноттингем, Великобритания | KO 3 (12), 2:30   | Защитил титул IBF во втором среднем весе. |
| 31  | 29(21)-2 | 26 мая 2012     | Лучиан Буте (30-0)      | Ноттингем, Великобритания | TKO 5 (12), 1:05  | Выиграл титул IBF во втором среднем весе. |
| 30  | 28(20)-2 | 17 декабря 2011 | Андре Уорд (24-0)       | Атлантик-Сити, США        | UD (12)           | 113-115, 110—118, 113—115. Потерял титул WBC во втором среднем весе, не выиграл титул WBA Super и вакантный титул The Ring во втором среднем весе. Финал турнира Super Six World Boxing Classic. |
| 29  | 28(20)-1 | 2 июня 2011     | Глен Джонсон (51-14-2)  | Атлантик-Сити, США        | MD (12)           | 116-112, 117—111, 114—114. Защитил титул WBC во втором среднем весе. |
| 28  | 27(20)-1 | 27 ноября 2010  | Артур Абрахам (31-1)    | Хельсинки, Финляндия      | UD (12)           | 119-109, 120—108, 120—108. Выиграл вакантный титул WBC во втором среднем весе. |
| 27  | 26(20)-1 | 24 апреля 2010  | Миккель Кесслер (42-2)  | Хернинг, Дания            | UD (12)           | 113-115, 112—116, 111—117. Потерял титул WBC во втором среднем весе. |
| 26  | 26(20)-0 | 17 октября 2009 | Андре Диррелл (18-0)    | Ноттингем, Великобритания | SD (12)           | 113-114, 115—112, 115—112. Защитил титул WBC во втором среднем весе. |
| 25  | 25(20)-0 | 25 апреля 2009  | Джермен Тейлор (28-2-1) | Машантакет, США           | TKO 12 (12), 2:46 | Защитил титул WBC во втором среднем весе. |
| 24  | 24(19)-0 | 6 декабря 2008  | Жан Паскаль (21-0)      | Ноттингем, Великобритания | UD (12)           | 116-112, 117—111, 118—110. Выиграл вакантный титул WBC во втором среднем весе (первый титул чемпиона мира в карьере Фроча).                                                                      |
| 23  | 23(19)-0 | 10 мая 2008     | Алберт Рыбацки (15-0)   | Ноттингем, Великобритания | TKO 4 (12), 2:35  | |

## Спортивные достижения

### Титулы

#### Профессиональные мировые
- 2008—2010 и 2010—2011  Чемпион мира по версии WBC.
- 2012—2015  Чемпион мира по версии IBF.
- 2013—2015  Чемпион мира по версии WBA.